# Nor.Ca. Beach Handball Championship
Die Nor.Ca. Beach Handball Championships (Beachhandball-Nordamerika- und Karibikmeisterschaften) sind eine 2019 eingeführte kontinentale Meisterschaft im Beachhandball.
Der Wettbewerb für Nationalmannschaften ersetzt die bis 2018 ausgetragenen Pan-Amerikanische Beachhandball-Meisterschaften, nachdem die Internationalen Handballföderation (IHF) die Pan-American Team Handball Federation (PATHF) im April 2019 auflöste und durch die beiden Nachfolgeorganisationen Handballkonföderation Nordamerikas und der Karibik (NACHC beziehungsweise NORCA) und Süd- und zentralamerikanische Handballkonföderation (SCAHC beziehungsweise COSCABAL) ersetzte. Beiden neuen Kontinentalverbände führen seitdem eigene kontinentale Meisterschaften durch, die neben der Ermittlung eines kontinentalen Meisters auch zur Qualifikation zu den Weltmeisterschaften und den World Games sowie den Central American and Caribbean Sea and Beach Games dienen.
Während der zweijährlich ausgetragenen Turniere wird jeweils ein Wettbewerb für Frauen und ein Wettbewerb für Männer durchgeführt. Die bislang einzige Austragung, an der acht Mannschaften jeweils in den Wettkämpfen beider Geschlechter teilnahmen, konnten die Vereinigten Staaten die Siege bei beiden Geschlechtern erzielen, im Finale spielten sie jeweils gegen die Mannschaften aus Mexiko.

## Frauen
| 2019 Details | Chaguanas, Trinidad und Tobago | Vereinigte Staaten | 2:0 | Mexiko             | Trinidad und Tobago     | 2:0 | Puerto Rico         |
| 2022 Details | Acapulco, Mexiko               | Mexiko             | 2:0 | Vereinigte Staaten | Dominikanische Republik |     | Puerto Rico         |
| 2024 Details | Carolina, Puerto Rico          | Vereinigte Staaten | 2:1 | Puerto Rico        | Mexiko                  | 2:0 | Trinidad und Tobago |

### Platzierungen der weiblichen Nationalmannschaften
| Nation                  | 2019 | 2022 | 2024 |
| ----------------------- | ---- | ---- | ---- |
| Barbados                | T    | –    | –    |
| Dominica                | T    | 5    | –    |
| Dominikanische Republik | –    | 3    | –    |
| Haiti                   | 5    | –    | –    |
| Kanada                  | –    | –    | 5    |
| Mexiko                  | 2    | 1    | 3    |
| Puerto Rico             | 4    | 4    | 2    |
| St. Kitts und Nevis     | T    | –    | –    |
| Trinidad und Tobago     | 3    | 6    | 4    |
| Vereinigte Staaten      | 1    | 2    | 1    |
| Teilnehmerzahl          | 8    | 6    | 5    |

| Legende | Legende | Legende | Legende                                             |
| ------- | ------- | ------- | --------------------------------------------------- |
| 1       | 2       | 3       | Podest-Platzierungen                                |
| 4       | 4       | 4       | Halbfinalist                                        |
| T       | T       | T       | teilgenommen, aber keine Platzierungsspiele         |
| X       | X       | X       | Mannschaft zunächst gemeldet, aber nicht angetreten |

## Männer
| 2019 Details | Chaguanas, Trinidad und Tobago | Vereinigte Staaten | 2:0 | Mexiko      | Puerto Rico         | 2:1 | Trinidad und Tobago |
| 2022 Details | Acapulco, Mexiko               | Vereinigte Staaten | 2:0 | Puerto Rico | Mexiko              | 2:0 | Trinidad und Tobago |
| 2024 Details | Carolina, Puerto Rico          | Vereinigte Staaten | 2:0 | Puerto Rico | Trinidad und Tobago | 2:0 | Kanada              |

### Platzierungen der männlichen Nationalmannschaften
| Nation                  | 2019 | 2022 | 2024 |
| ----------------------- | ---- | ---- | ---- |
| Barbados                | T    | –    | –    |
| Dominica                | T    | 7    | –    |
| Dominikanische Republik | X    | 5    | –    |
| Haiti                   | 5    | –    | –    |
| Kanada                  | –    | 6    | 4    |
| Mexiko                  | 2    | 3    | 5    |
| Puerto Rico             | 3    | 2    | 2    |
| St. Kitts und Nevis     | T    | 8    | 6    |
| Trinidad und Tobago     | 4    | 4    | 3    |
| Vereinigte Staaten      | 1    | 1    | 1    |
| Teilnehmerzahl          | 8    | 8    | 6    |

| Legende | Legende | Legende | Legende                                             |
| ------- | ------- | ------- | --------------------------------------------------- |
| 1       | 2       | 3       | Podest-Platzierungen                                |
| 4       | 4       | 4       | Halbfinalist                                        |
| T       | T       | T       | teilgenommen, aber keine Platzierungsspiele         |
| X       | X       | X       | Mannschaft zunächst gemeldet, aber nicht angetreten |

## Ranglisten
| 01 | Vereinigte Staaten      | 2 | 1 | – | 3 | 3 | – | – | 3 | 5 | 1 | – | 6 |
| 02 | Mexiko                  | 1 | 1 | 1 | 3 | – | 1 | 1 | 2 | 1 | 2 | 2 | 5 |
| 03 | Puerto Rico             | – | 1 | – | 1 | – | 2 | 1 | 3 | – | 3 | 1 | 4 |
| 04 | Trinidad und Tobago     | – | – | 1 | 1 | – | – | 1 | 1 | – | – | 2 | 2 |
| 05 | Dominikanische Republik | – | – | 1 | 1 | – | – | – | – | – | – | 1 | 1 |